# 平安镇 (兰州市)
平安镇，是中华人民共和国甘肃省兰州市红古区下辖的一个乡镇级行政单位。

## 行政区划
平安镇下辖以下地区：
平安台社区、张家寺社区、平安村、若连村、上滩村、中和村、张家寺村、夹滩村、复兴村、仁和村、岗子村、河湾村和新安村。